# Duke William

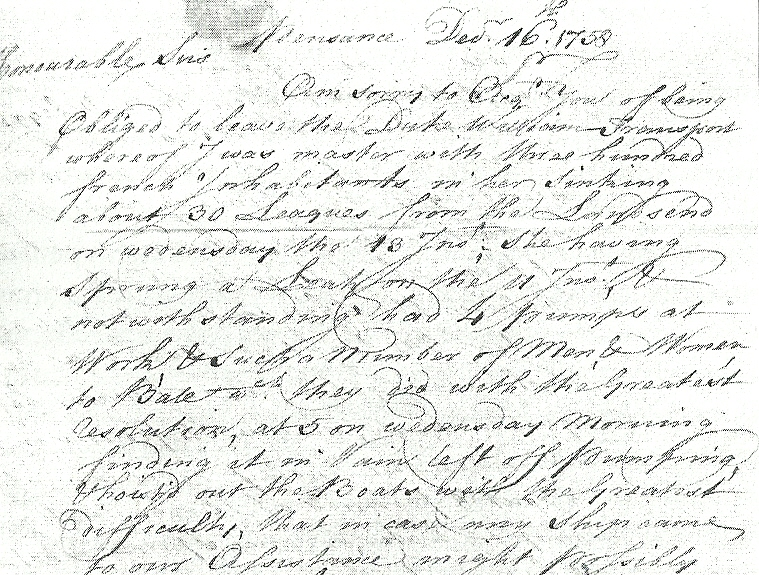
Lettre écrite par le capitaine William Nichols du Duke William, adressée à l'Amirauté le 16 décembre 1758.

Le Duke William était un des bateaux utilisés durant la déportation de l'île Saint-Jean en 1758.

## Historique
Le Duke William faisait 400 tonneaux, comptait 10 canons et William Nichols en était le capitaine. Il quitta la forteresse de Louisbourg le 14 septembre 1758 à destination de Port-la-Joye, sur l'île Saint-Jean — désormais l'Île-du-Prince-Édouard. Il y prit 400 prisonniers (déportés acadiens) et traversa la baie de Chedabouctou le 25 novembre en compagnie du John and Samuel, du Neptune, du Ruby, du Violet, du Yarmouth et quelques autres navires. Le Duke William croisa enfin le Violet le 10 décembre, découvrant alors son piteux état et le fait qu'il prenait l'eau. Le Violet sombra le 12 décembre et il n'y eut aucun survivant. Selon un témoignage, le Duke William aurait subi lui-même une fuite dès le 29 novembre alors que selon d'autres sources, c'est après avoir croisé le Violet que de grosses vagues engendrèrent des voies d'eau et qu'une d'elles brisa sa coque le 10 ou le 11 décembre 1758. Le cotre et la chaloupe furent mis à l'eau avec difficulté le 13 décembre alors que les prisonniers suppliaient le capitaine Nichols de les sauver.
Le capitaine, son second, vingt membres d'équipage, quatre des personnes ayant été transférées du Richard and Mary ainsi que le curé Jacques Girard montèrent à bord de la chaloupe tandis qu'un officier et huit membres d'équipage montèrent dans le cotre. La chaloupe arriva en vue des Cornouailles quelques jours plus tard et accosta à Penzance tandis que le cotre arriva au Land's End. Plus tard, le 13 décembre, juste avant que le Duke William coule, quatre prisonniers masculins parvinrent à embarquer sur le canot et arrivèrent sains et saufs à Falmouth.
296 prisonniers sur les 400 périrent durant le naufrage, s'ajoutant aux cent autres morts de maladie durant la traversée pour un total de 396 morts sur 400 passagers.